# Stefano Cusin
Pour les articles homonymes, voir Cusin.
Stefano Cusin, né le 28 octobre 1968 à Montréal, est un joueur et entraîneur de football italien.
Il est depuis octobre 2023 sélectionneur de l'équipe des Comores de football.

## Biographie
Stefano Cusin naît au Canada, mais est élevé en France par des parents italo-français, et maîtrise les deux langues,. Il est marié à une Italienne née à Castiglion Fiorentino, dans la province d'Arezzo. 

### Carrière
Il commence sa carrière dans le football en tant que joueur en France métropolitaine, en Suisse et en Guadeloupe, jusqu'en 1991. Il rejoint ensuite l'Italie et entraîne pendant douze ans les équipes de jeunes de divers clubs italiens ; en 1997, il rejoint le staff technique d' Arezzo et lors de la saison 2002-2003, il est à Montevarchi.
De 2003 à 2004, il entraîne la sélection camerounaise des moins de 20 ans et l'année suivante, il signe à Acada Sports. En 2007, il obtient le poste de directeur technique de la Fédération congolaise de football, avec la responsabilité de toutes les sélections nationales. Au cours de la saison 2008-2009, il dirige le Botev Plovdiv, en première division bulgare.
L'année suivante, il s'installe en Libye, où il remporte le championnat national avec l'Al-Ittihad Tripoli. De 2010 à 2014, il devient entraîneur adjoint de Walter Zenga, le suivant toujours dans ses aventures en Arabie saoudite et aux Émirats arabes unis : les deux  hommes s'étaient rencontrés lors d'un match amical à l'été 2008 à Assise entre le Botev Plovdiv dirigé par Cusin et le Catania de Zenga,.
La première expérience avec Zenga et Al-Nassr de Riyad se termine en décembre 2010 ; l'équipe se retrouve à ce moment-là en deuxième position avec la meilleure attaque du championnat. En janvier 2011, les deux entraîneurs partent à Dubaï pour entraîner Al-Nasr SC ; l'équipe termine la saison en deuxième position, se qualifiant pour la Ligue des champions asiatique. En juillet 2011, il obtient la licence d'entraîneur professionnel de deuxième catégorie - UEFA A après avoir suivi la formation au centre technique fédéral de Coverciano.
Début 2013, Cusin signe un contrat avec Al-Fujairah SC dans le but d'obtenir une promotion dans l'élite des Émirats arabes unis. Pendant les cinq premiers mois, Cusin travaille comme directeur technique du club ; il s'implique également dans la structuration du club en recrutant tant pour le secteur des jeunes que pour l'équipe première, créant ainsi les bases d'une équipe gagnante. En neuf mois, le club remporte 17 de ses 19 matchs. À la fin de la saison, le club est promu en première division émiratie.
En octobre 2013, il retrouve Zenga pour entraîner Al-Jazira. Au cours de cette saison, le club atteint la troisième place du championnat, se qualifiant pour l'édition 2014 de la Ligue des Champions de l'AFC, qui se conclura en huitièmes de finale.
En janvier 2015, il signe un contrat avec Ahli al-Khalil de Hébron, en Palestine, devenant ainsi le premier Italien à entraîner dans ce pays,. Au cours de sa première année, il remporte la Coupe nationale et la Coupe de la Ligue, accédant à la Coupe de l'AFC l'année suivante ; la Coupe de la Ligue remportée au cours des premiers mois de 2015 est le premier titre du club en 42 ans d'histoire. Le 7 août 2015 se joue la Supercoupe de Palestine entre l'équipe qui a remporté la Coupe et le championnat de la bande de Gaza, à savoir Al-Ittihad Shejaia, et Ahli al-Khalil, vainqueur de la Coupe de Palestine : le défi, qui aurait dû être joué le 5 août, est reporté le 7 et se conclut sur le score de 0-0 lors du match aller joué à Gaza. Le match retour, qui devait initialement se jouer le 9 août, est reporté au 15 : le 11 août en effet, le club d'Al-Ittihad Shejaia est bloqué à la frontière entre Israël et la Palestine alors qu'il se dirigeait vers Hébron, hôte du match retour de la Super Coupe de Palestine. Le 15 août, Cusin remporte le match retour 2-1,  en deux matches qualifiés d'« historiques ». L'équipe ajoute également la Super Coupe de Cisjordanie à son armoire à trophées, obtenant ainsi son quatrième titre en seulement huit mois de gestion, avec un accès aux tours préliminaires de la Ligue des champions asiatique. Après cette période avec le club palestinien, l'entraîneur décide de démissionner pour des raisons personnelles. Il commence sa formation UEFA PRO 2015-2016 le 19 octobre 2015 à Coverciano. 
Après avoir été adjoint, il devient le 22 février 2016 le nouvel entraîneur d'Al Sha'ab en remplacement du démissionnaire Walter Zenga.
Le 30 juillet 2016, Wolverhampton annonce l'embauche de Stefano Cusin comme adjoint de Walter Zenga. Cusin signe un contrat qui le lie aux Wolves jusqu'au 30 juin 2017. Durant la saison, Cusin quitte son rôle, en accord avec le club, à la suite du limogeage de Zenga.
En septembre 2016, Cusin obtient la licence UEFA Pro Master qui le qualifie comme entraîneur professionnel de première catégorie. Le 4 juillet 2018, il s'engage avec les Black Leopards, une équipe sud-africaine nouvellement promue dans l'élite
Le 17 décembre 2018, il rejoint les Chypriotes de l'Ermís Aradíppou, qui se sont retrouvés à la dernière place du championnat, avec pour tâche d'obtenir le maintien. De 2018 à 2019, il entraîne à nouveau Ahli al-Khalil, en Palestine.
En janvier 2020, il prend la direction de Shahr Khodro, une équipe iranienne qu'il entraîne jusqu'en septembre de la même année.
En octobre 2021, Cusin devient sélectionneur de l'équipe nationale du Soudan du Sud, occupant ainsi son premier rôle de sélectionneur d'une équipe nationale senior.
Le 2 octobre 2023, il est nommé sélectionneur de l'équipe nationale des Comores,.

## Palmarès d'entraîneur
- Champion de Libye en 2010 avec  Al Ittihad Tripoli
- Vainqueur de la Coupe de Palestine en 2015 avec Ahli al-Khalil[20]
- Vainqueur de la Coupe de la Ligue palestinienne en 2015 avec Ahli al-Khalil[2],[6]
- Vainqueur de la Supercoupe  de Palestine en 2015 avec Ahli al-Khalil[21]